# Gjerøy
Gjerøy ou Gjerdøya é uma ilha que se situa no município de Rødøy na região da Nordlanda, Noruega. Está localizada em um grupo de ilhas, ao sul de Rødøya, norte de Rangsundøya e a oeste de Renga. A vila principal da ilha é Gjerøy.